# Hell Is Invisible… Heaven Is Her/e
Hell is Invisible… Heaven is Her/e — альбом группы Psychic TV, выпущенный в 2007 году, после длительного перерыва в творчестве группы.

## Об альбоме
Пи-Орридж собрал новый коллектив, состоящий из американских музыкантов, а также включил в состав свою супругу Леди Джей (в 2007 году она умерла). Название альбома можно перевести как «Ад невидим… Небо здесь» или как «Ад невидим… Небо её». Одной из проповедуемых сегодня идей Орриджа является идея универсального существа, андрогина. В записи принял участие гитарист группы Yeah Yeah Yeahs Ник Зиннер.

## Список композиций
1. Higher And Higher
2. In Thee Body (гитара - Ник Зиннер)
3. Lies And Then
4. Maximum Swing (гитара - Ник Зиннер)
5. New York Story
6. I Don’t Think So
7. Hookah Chalice
8. Just Because
9. Bb
10. Milk Baba